# PT-76
PT-76 byl sovětský lehký obojživelný tank vyvíjený od druhé poloviny 40. let 20. století, zařazený do výzbroje SSSR v roce 1952. V letech 1951 - 1969 bylo vyrobeno kolem 12000 kusů těchto strojů. Na přelomu 50. a 60. let byl jeden kus tanku dovezen do Československa, kde s ním experimentovala ČSLA. PT-76 se účastnil bojů v arabsko-izraelských válkách, v konfliktech mezi Indií a Pákistánem a ve vietnamské válce.
PT-76 se používal v průzkumných a podpůrných rolích. Jeho podvozek posloužil jako základ pro řadu konstrukcí dalších vozidel, z nichž mnohé byly obojživelné, včetně obrněného transportéru BTR-50, protiletadlového samohybného systému ZSU-23-4, samohybného děla ASU-85 a protiletadlového kompletu 2K12 Kub.
V roce 1964 Spojené státy získaly PT-76 nezveřejněnými prostředky. Tank byl vyhodnocován v Tank-Automotive Center (TACOM) v únoru a byl považován za horší než americké tanky.

## Uživatelé

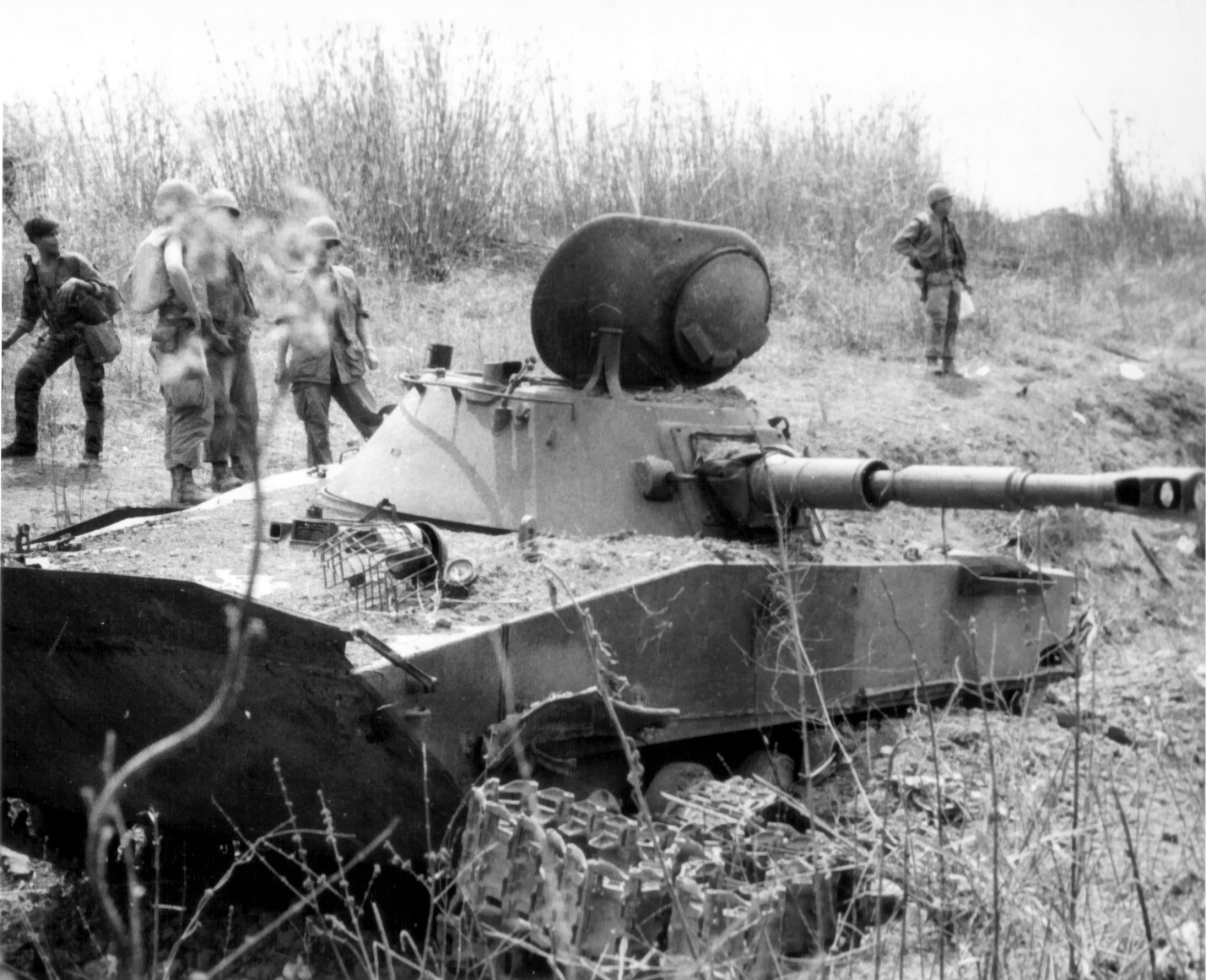
Jeden ze dvou PT-76 ze 202. obrněného pluku severovietnamské armády zničený americkými tanky M48 Patton z 1/69. obrněného pluku během bitvy o Ben Het, 3. března 1969.

Afghánistán, Albánie, Angola, Benin, Bulharsko, Čína, Československo, Egypt, Finsko, Guinea, Guinea-Bissau, Indie, Indonésie, Irák, Izrael, Jugoslávie, Kambodža, KLDR, Kongo, Kuba, Laos, Madagaskar, Maďarsko, Mosambik, NDR, Nikaragua, Polsko, SSSR, Sýrie, Uganda, Vietnam, Zambie.